# 拉斯 (热尔省)
拉斯（法語：Laas，法語發音：[las]）是法国热尔省的一个市镇，属于米朗德区。该市镇总面积10.94平方公里，2009年时的人口为282人。

## 人口
拉斯人口变化图示